# Buono acquisto

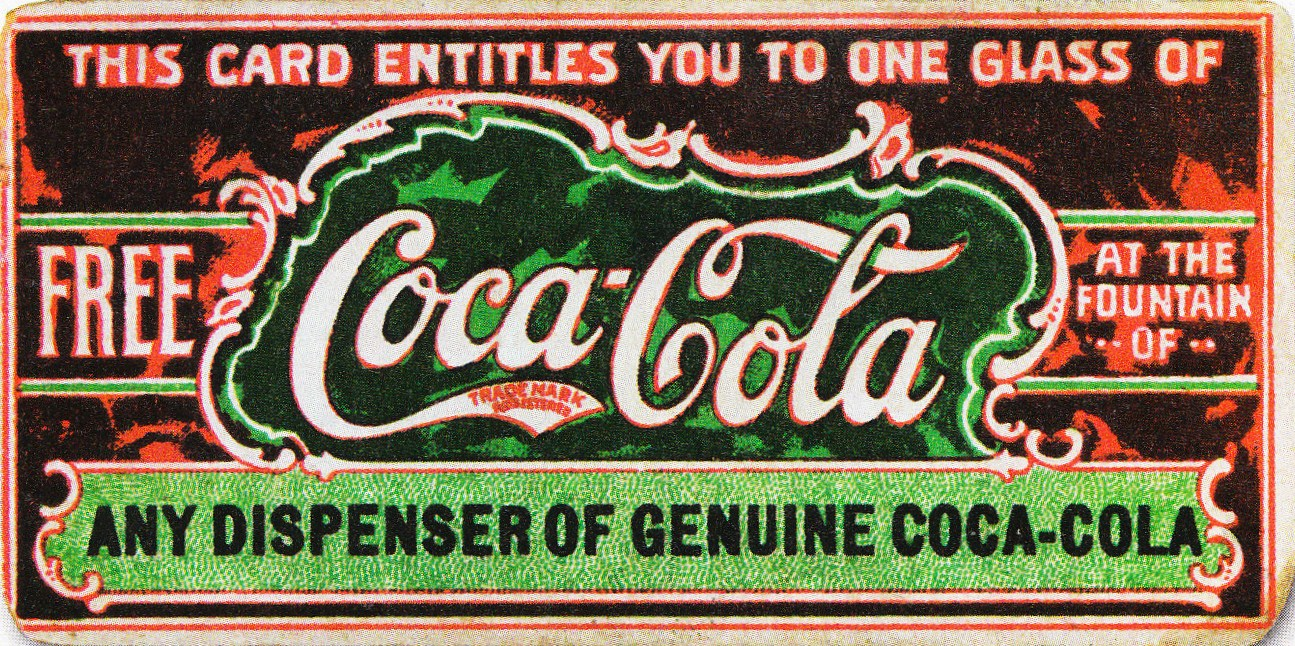
Buono sconto della Coca-Cola della fine dell'Ottocento

Un buono acquisto, anche detto buono sconto, coupon o voucher, è un biglietto o un biglietto elettronico o un documento (materiale o digitale) equivalente che dà diritto ad uno sconto su un determinato acquisto.

## Caratteristiche
Le origini del marketing dei buoni si devono alla Coca Cola Company che nel 1887 decide di distribuisce ticket scritti a mano validi come sconti per acquistare i bicchieri del marchio. Ad avere l’idea è Asa Griggs Candler, uomo d’affari di Atlanta, partner dell’azienda. L’offerta funziona e così anche altre aziende cominciano ad attuarla.
I buoni acquisto tradizionali sono solitamente distribuiti via posta, si trovano su riviste o giornali. Vanno ritagliati e presentati al rivenditore per avere diritto allo sconto. A partire dai primi anni Novanta, negli Stati Uniti d'America, la consuetudine di offrire sconti tramite buoni acquisto sbarca nel mondo digitale e a settembre 1997 gli Stati Uniti celebrano il primo Mese Nazionale del Coupon.
I buoni sconto digitali da usare su internet - chiamati anche codici promozionali, codici sconto, coupon ecc. - sono stringhe alfanumeriche (ad esempio "ABC321" oppure "NATALE1") emesse dai negozi che effettuano la vendita online dei propri prodotti; una volta digitate nell'apposita casella dedicata loro nel carrello di un negozio online prima di un acquisto, applicano una riduzione di prezzo; essa può essere in percentuale (- 5%, 10%, 50% ecc.) oppure direttamente in denaro, ma non solo. Difatti, possono dare anche la possibilità di ricevere la spedizione gratuita della merce ordinata, oppure il diritto ad un omaggio, il tutto sempre incluso nel prezzo.
Un buono sconto può necessitare un acquisto minimo per poterne usufruire - es: “Sconto del 10% a partire da 100 euro di acquisto...” Solitamente possiede una data di scadenza che può variare da poche ore, sino a qualche mese e può essere usato sia una sola volta come, nella quasi totalità dei casi, in modo illimitato.
I buoni via internet hanno assunto popolarità in tempi recenti, grazie al fatto di avere costi molto più contenuti rispetto a quelli inviati tramite i mezzi tradizionali. 
Con lo stesso principio, sono nati anche i buoni via telefonia mobile, diffusi grazie alle recenti tecnologie, che permettono agli utilizzatori di telefoni cellulari o satellitari di collegarsi ad internet.
Sempre più aziende si avvalgono dell'utilizzo di codici sconto per promuovere i loro prodotti. Grazie a questo sono nati in Italia diversi siti su cui trovare i codici promozionali di diversi marchi, oltre a frequentatissimi forum dove trovare offerte e coupon segnalate dagli utenti. 
Altri siti come Groupon pubblicano giornalmente diverse offerte acquistabili direttamente tramite il loro sito, altri come Coupon5stelle permettono di scaricare le offerte con un acconto: le proposte di queste pagina sono familiarmente chiamate "deals" (affari) ed altri fanno pubblicare direttamente le offerte e le promozioni alle aziende a costo zero.
Nel 2022 il giro d’affari dei Coupon Digitali raggiunge i 350 milioni di euro (+16% rispetto al 2021). Un incremento che è proseguito anche nel primo trimestre del 2023, quando sono stati distribuiti circa 60 milioni di buoni. Il settore alimentare è quello in cui si concentra il 43,4% di tutti i coupon. Con il 2024 passiamo al 67% di consumatori che utilizzano coupon digitali per effettuare acquisti online.